# إيزابيل (فلم)
إيزابيل (بالإنجليزية: Jezebel) هو فيلم رومانسي تم إنتاجه في الولايات المتحدة وصدر في سنة 1938. الفيلم من إخراج وليام يلر.

## ترشيحات وجوائز
| السنة | الحدث | الفئة             | النتيجة  |
| ----- | ----- | ----------------- | -------- |
|       |       | أوسكار أحسن ممثلة | فـــــوز |

## الميزانية والإيرادات
بلغت تكلفة إنتاج الفيلم حوالي 1.25 مليون دولار.

## وصلات خارجية
- مقالات تستعمل روابط فنية بلا صلة مع ويكي بيانات

1. ↑  Mosher، John (19 مارس 1938). "The Current Cinema". النيويوركر. New York: F-R Publishing Corp. ص. 73–74.
2. ↑  Haver، Ronald (1980). David O. Selznick's Hollywood. Bonanza Books. ص. 243. ISBN:0-517-47665-7.
3. ↑  "Jezebel". Harrison's Reports. New York: Harrison's Reports, Inc.: 50 26 مارس 1938.